# 里昂车站 (巴黎地铁)
里昂車站（法語：Gare de Lyon）是法国巴黎地铁1号线和14号线共用的一个车站，位于巴黎十二区，1號線月台於1900年7月19日启用，14號線月台於1998年10月15日啟用。
巴黎里昂車站是巴黎七大火車站之一，乘客可於本站轉乘法國高速列車（TGV）前往法國東南部各城市，如第戎、里昂、亞維農、馬賽，以及義大利都靈、米蘭和瑞士日內瓦、洛桑、伯恩。
14號線月台位於大區快鐵A線與大區快鐵D線旁邊，方便旅客轉乘。月台旁有一個熱帶花園。

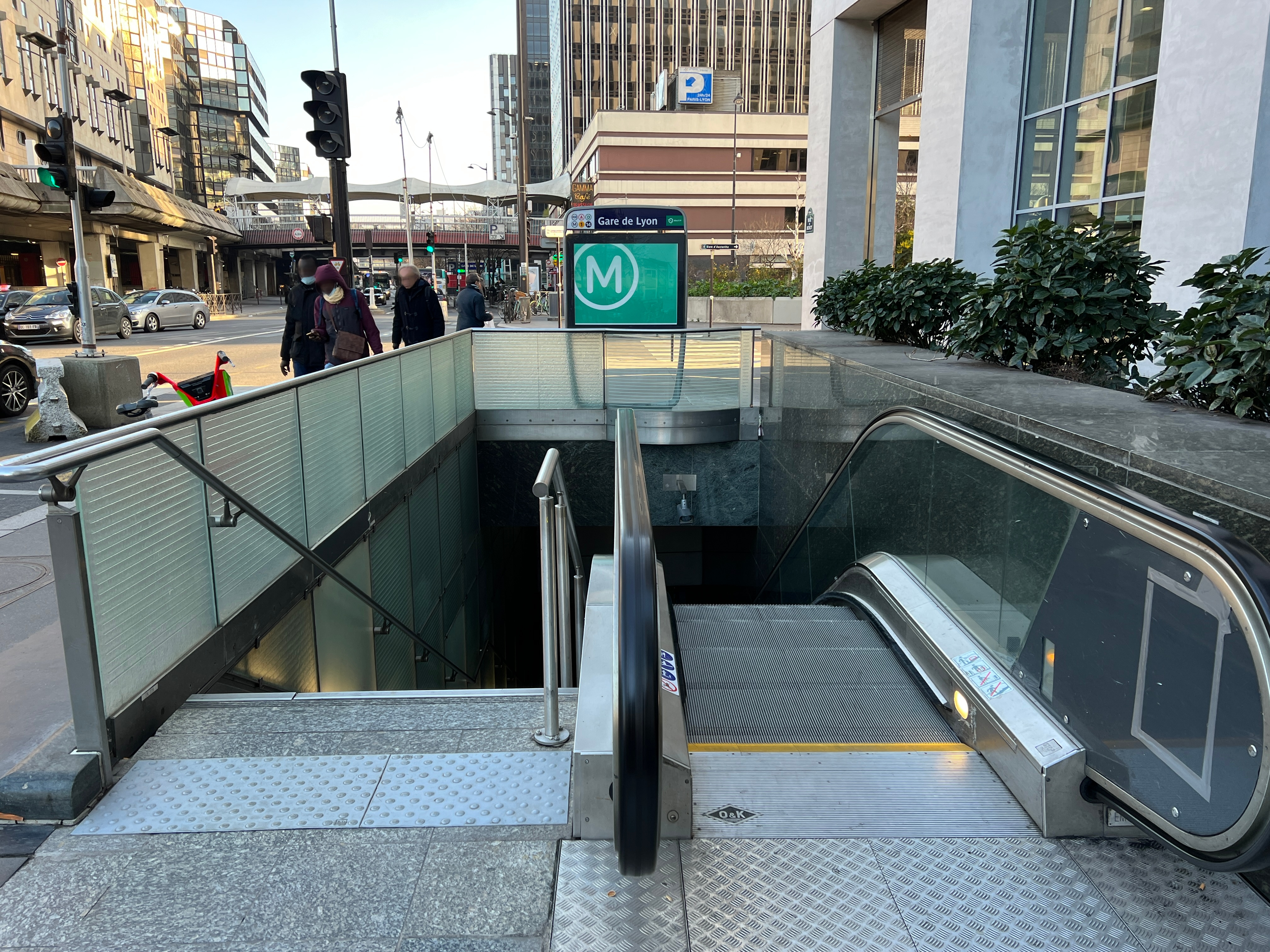
貝西路上的入口 (2021年12月)

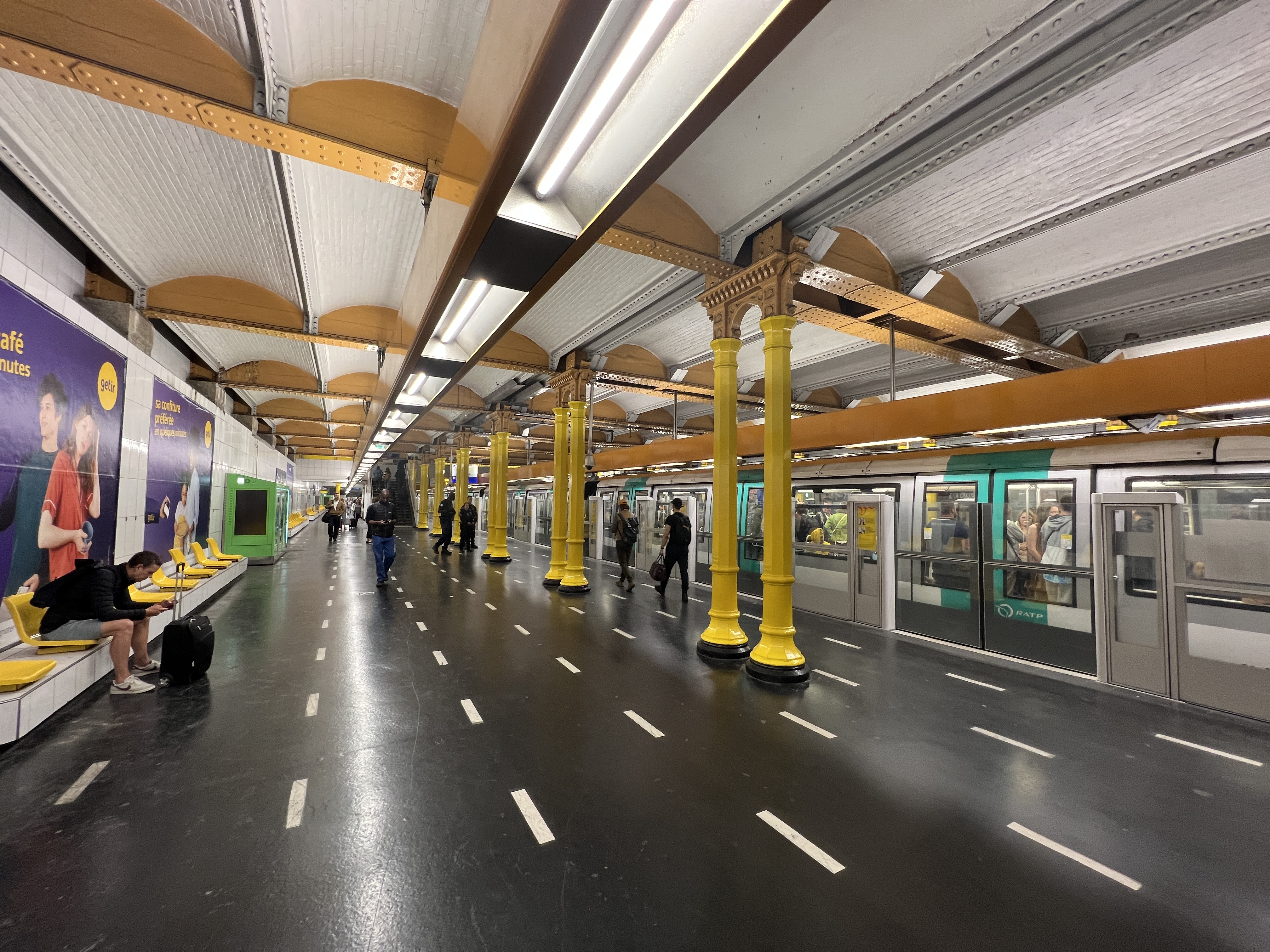
1號線月台 (2022年6月)

## 車站結構
| G                                | 街道                             | 出入口                           |
| B1                               | 夾層                             | 往出入口                         |
| B2                               | 設有月台幕門的側式月台，右側開門 | 設有月台幕門的側式月台，右側開門 |
| B2                               | 西行                             | 往拉德芳斯（巴士底）             |
| B2                               | 東行                             | 往文森城堡（勒伊-狄德羅）        |
| B2                               | 設有月台幕門的側式月台，右側開門 |                                  |
| B3                               |                                  |                                  |
| 北行                             | 往聖旺市政府（夏特雷）           |                                  |
| 設有月台幕門的島式月台，左側開門 |                                  |                                  |
| 南行                             | 往奧林匹亞德（貝爾西）           |                                  |